# Josep Conangla i Fontanilles
Josep Conangla i Fontanilles (Montblanc, Conca de Barberà, 15 de setembre de 1875 - l'Havana, 15 de maig de 1965) fou un polític, assagista i poeta català, considerat com a patriarca del catalanisme a Cuba.

## Conangla polític
Treballava de periodista, tot i que era llicenciat en Dret i Lletres, quan va emigrar a Cuba el 1905. A l'illa es distingí pel seu catalanisme actiu, arribant a ser director del Centre Català de l'Havana i un dels fundadors de "La Nova Catalunya" (1908).
Independentista declarat, Conangla donava sovint conferències sobre política catalana. Va col·laborar estretament amb Macià i Estat Català durant el seu exili forçós a França i Bèlgica. Durant aquest període van fundar (1922) el Club Separatista Català núm. 1, embrió del Partit Separatista Revolucionari de Catalunya, que aspirava a reunir sota un mateix líder (Macià) a totes les forces independentistes catalanes existents a Amèrica. El procés va culminar amb l'Assemblea Constituent del Separatisme Català que redactà una Constitució Provisional de la República Catalana el 1928.
Amb l'arribada de la República és nomenat delegat de la Generalitat de Catalunya per a Cuba i Amèrica Central fins a la derrota republicana a la Guerra Civil Espanyola. Durant els anys de la postguerra ajudà molts exiliats catalans i espanyols desplaçats a Cuba.

## Conangla poeta i assagista
Josep Conangla va escriure diverses obres de poesia i assajos. Destaquen:
En poesia:
- Elegia de la guerra (1904), amb pròleg de Joan Maragall
- Eternal (1921)
- Montblanquines (1921)
- El meu pare (1921)

En assaig:
- Cataluña y su voluntad (1919)[2]
- El ideal confederativo ibérico (1933)[3]
- Engaños y errores del comunismo (1939)
- Las nacionalidades ibericas. Confederación o separatismo[4] (1944)
- Cuba (1947)
- Pi y Margall (1947)
- Tomás Gener (1950)
- Martí y Cataluña (1954)
- Mirador humanista (1955)
- Els altres sentits (1957)

També va col·laborar amb altres artistes catalans de principis de segle xx i va posar lletra a la sardana per cor La visió de la ginesta d'Antoni Català.
L'agost de 1998 es van publicar les seves Memorias de mi juventud en Cuba, on es relaten les seves vivències com a soldat a la Guerra de Cuba.

## Fons personal
El seu fons personal es conserva a l'Arxiu Nacional de Catalunya. El fons conté la documentació generada i reunida per en Josep Conangla i Fontanilles. S'hi aplega documentació personal, genealògica i sobre el patrimoni familiar, així com la relativa a la seva activitat associativa i política. Cal fer especial menció de l'exemplar original de la Constitució Provisional de la República Catalana (1928) així com de diversa documentació sobre la redacció d'aquest document. Així mateix, destaca la referida a la pròpia l'activitat literària i periodística (publicada i inèdita) i obra aliena, així com dossiers de correspondència i documentació diversa sobre personalitats ordenada alfabèticament. Conté també abundant documentació diversa en dossiers ordenada cronològicament.